# Rafi Pitts
Rafi Pitts, né en 1967 à Mashhad, est un réalisateur iranien. Ayant été éduqué en partie en France, il est parfaitement francophone. Il vit en exil depuis 2008. Il appartient à la nouvelle vague du cinéma iranien.
En 2000, il est président du jury international de la 6e édition du festival international des cinémas d'Asie de Vesoul.

## Biographie
Rafi Pitts est le fils d'un peintre anglais et d'une décoratrice de théâtre iranienne, Malak Khazai, qui se sont connus à Londres. Le jeune ménage déménage ensuite en Iran, où leur fils, Rafi, naît à Mashhad en 1967, mais le divorce intervient cinq ans plus tard. Rafi Pitts est donc élevé par sa mère à Téhéran. Il a huit ans, lorsqu'il joue dans un film iranien néoréaliste, Le Rossignol, puis il joue encore dans trois films jusqu'à l'âge de douze ans. Il fait tôt la connaissance du réalisateur Abbas Kiarostami qui deviendra son premier maître.
Lorsque la révolution islamique éclate, la famille quitte l'Iran en juin 1979 (certaines sources indiquent la fin de l'année 1978) pour émigrer à Paris et ensuite à Londres. Il est diplômé en 1991 de la Polytechnic of Central London en cinéma et photographie. Son premier court-métrage En exil (In Exile), qui traite d'un écrivain en exil en France, est présenté la même année au festival international du film de Londres, alors que la guerre Iran-Irak bat son plein. Ensuite, Pitts s'installe à Paris, où il travaille avec Leos Carax, Jacques Doillon ou Jean-Luc Godard. Il travaille ainsi sur le scénario des Amants du Pont-Neuf de Leos Carax (1991), puis il assiste Jacques Doillon dans Le Jeune Werther (1993). Un an plus tard, il réalise un court-métrage de trente-huit minutes, intitulé Salandar qui attire l'intérêt de la critique internationale puisque l’actualité parlait beaucoup de l’Iran. L'histoire raconte comment deux soldats rencontrent un vieil homme dans le désert, sur fond de guerre au Moyen-Orient. Il remporte le prix du festival du film de San Francisco.
En 2000, il est président du jury international de la 6e édition du festival international des cinémas d'Asie de Vesoul.

## Filmographie

### Réalisateur et scénariste
- 1991 : En exil (court-métrage)
- 1994 : Salandar (court-métrage)
- 1997 : La Cinquième saison (Fasl-e panjom)
- 2000 : Sanam
- 2003 : Not Guilty Abel Ferrara, film documentaire. Épisode de la série Cinéma, de notre temps
- 2006 : C'est l'hiver (Zemestan)
- 2010 : The Hunter (Chékartchi)
- 2011 : Soixante secondes de solitude pendant l'année zéro (un segment d'une minute du film collectif)
- 2016 : Soy Nero

### Producteur
- 1991 : En exil
- 1994 : Salandar
- 2000 : Sanam
- 2006 : C'est l'hiver

### Acteur
- 1998 : Isabelle (jeu vidéo) de Thomas Cheysson : Georges
- 2010 : The Hunter (Chékartchi) de lui-même : Avadi
- 2012 : Argo de Ben Affleck : le fonctionnaire du consulat d'Iran
- 2020 : Chevrotine (téléfilm) de Laetitia Masson : Pierre
- 2022 : Un hiver en été de Laetitia Masson : Elias
- 2023 : La Chambre des merveilles de Lisa Azuelos : Matthew
- 2023 : Eureka de Lisandro Alonso : Randall

## Distinctions
- Ours d'or, nommé, Festival du film de Berlin, 2006 et 2010.
- Grand prix du documentaire, Festival du film de Belfort, 2003.
- Grand Prix, Festival du film de Paris, 2001.
- Lune d'or de Valence, Cinema Jove - Festival international du film de Valence, 2001.
- Roue d'or, Festival du film de Vesoul, 2001.
- Prix du jury du Festival du film de Belfort, 1997
- OCIC Grand Prix, Festival international du film d'Amiens, 1997.
- Prix spécial du jury, Festival international du film de Mannheim-Heidelberg, 1997 et 2000.